# Enoicylopsis peyerimhoffi
Enoicylopsis peyerimhoffi là một loài Trichoptera trong họ Limnephilidae. Chúng phân bố ở miền Cổ bắc.